# Sergio Cidoncha
Sergio Cidoncha Fernández (ur. 27 sierpnia 1990 w El Escorial) – hiszpański piłkarz występujący na pozycji pomocnika w Albacete Balompié.